# چاه رحیمی و شرکا
چاه رحیمی و شرکا یک منطقهٔ مسکونی در ایران است که در دهستان علی‌جمال واقع شده‌است.